# Fred Gaisberg
Fred Gaisberg, vollständig Frederick William Gaisberg, (* 1. Januar 1873 in Washington, D.C.; † 2. September 1951 in London) war ein US-amerikanischer Musiker, Toningenieur sowie einer der ersten Produzenten der sich zum damaligen Zeitpunkt gerade etablierenden Musikbranche.

## Leben
Frederick William Gaisberg wurde am 1. Januar 1873 als Sohn von William Konrad Gaisberg und Emma E. Gaisberg geborene Klenk, deutschstämmigen Immigranten, welche 1854 in die Vereinigten Staaten einwanderten, in Washington, D.C. geboren. Er besuchte die dortigen schulischen Institutionen und betätigte sich, seinen musikalischen Interessen folgend, gefördert durch seine Mutter, in den verschiedensten örtlichen musikalischen Einrichtungen, so unter anderem im Kirchenchor der St. John’s Episcopal Church nahe dem Lafayette Square in Washington.
Er arbeitete als Klavierbegleiter und Aufnahmeleiter für Emil Berliner.
Um das Jahr 1898 reiste er im Auftrag Berliners nach London und wurde der erste Toningenieur der zu Emile Berliners Firmenimperium gehörenden Gramophone Company. Er richtete mit Jo Sanders das erste Aufnahmestudio für Europa im Cockburn-Hotel, London, Henriettastr ein. Seine Aufnahme von Enrico Caruso in Mailand am 11. April 1902 wurde ein Verkaufsschlager und im nächsten Jahr mit einem Preis ausgezeichnet.
Als die Gramophone Company 1921 HMV Group gegründet wurde, wurde er deren künstlerischer Leiter. Nach 1925 konzentrierte er sich auf Künstler-Management.

## Publikationen
- The Music Goes Round. New York, Macmillan, 1942.